# 长毛锥花
长毛锥花（学名：Gomphostemma crinitum），为唇形科锥花属下的一个植物种。